# Turricaspia conus
Turricaspia conus is een slakkensoort uit de familie van de Hydrobiidae. De wetenschappelijke naam van de soort is voor het eerst geldig gepubliceerd in 1838 door Eichwald.